# 3. ŽNL Osječko-baranjska NS Osijek 2008./09.
Prvenstvo se igralo dvokružno. Ligu je osvojio NK Hajduk Veljko Šodolovci i time se kvalificirao u 2. ŽNL Osječko-baranjsku NS Osijek.

## Tablica
| Mj. | Klub                         | Sus.                   | Pobj.                  | Nerj.                  | Por.                   | GR.                    | Bod.                   |
| --- | ---------------------------- | ---------------------- | ---------------------- | ---------------------- | ---------------------- | ---------------------- | ---------------------- |
| 1.  | NK Hajduk Veljko Šodolovci   | 14                     | 11                     | 1                      | 2                      | 56:17                  | 34                     |
| 2.  | NK Šubić Vuka                | 14                     | 10                     | 1                      | 3                      | 41:14                  | 31                     |
| 3.  | NK Fortuna VNO Osijek        | 14                     | 7                      | 4                      | 3                      | 45:30                  | 25                     |
| 4.  | NK Radnički Dalj             | 14                     | 6                      | 2                      | 6                      | 28:29                  | 20                     |
| 5.  | NK Mladost Čepinski Martinci | 14                     | 6                      | 0                      | 8                      | 23:33                  | 18                     |
| 6.  | NK Klas Čepin                | 14                     | 5                      | 1                      | 8                      | 16:34                  | 16                     |
| 7.  | NK Dunav Dalj                | 14                     | 3                      | 2                      | 9                      | 26:40                  | 11                     |
| 8.  | NK Erdut                     | 14                     | 2                      | 1                      | 11                     | 22:60                  | 7                      |
| 9.  | NK Palača                    | odustala od natjecanja | odustala od natjecanja | odustala od natjecanja | odustala od natjecanja | odustala od natjecanja | odustala od natjecanja |